# Лётьёнен, Пааво
Паа́во Лётьёнен (фин. Paavo Lötjönen, родился 29 июля 1968) — музыкант, виолончелист финской метал-группы Apocalyptica.

## Биография
Родом из семьи музыкантов. В шесть лет начал заниматься игрой на виолончели, вскоре поступил в Академию имени Сибелиуса (как и его будущие коллеги по группе — Пертту Кивилааксо и Эйкка Топпинен), которую окончил в 1988 году, получив диплом «Солиста виолончелиста».
Начинал работу как учитель игры на виолончели в музыкальных школах, также выступал в Финской государственной опере. Исполняет свои партии на инструменте Gulbrandt Enger 1882 года выпуска со струнами R. Wainio. Помимо работы с Apocalyptica и обучения игры на виолончели, также работает тренером по лыжному спорту. Занимается прыжками с парашютом, виндсёрфингом, верховой ездой и катанием на водных лыжах.
Его жена по профессии юрист. У них трое детей — сыновья Окко (род. 2003) и Аки (род. 2006), а также дочь Анна (род. 2007)